# سفر نحميا

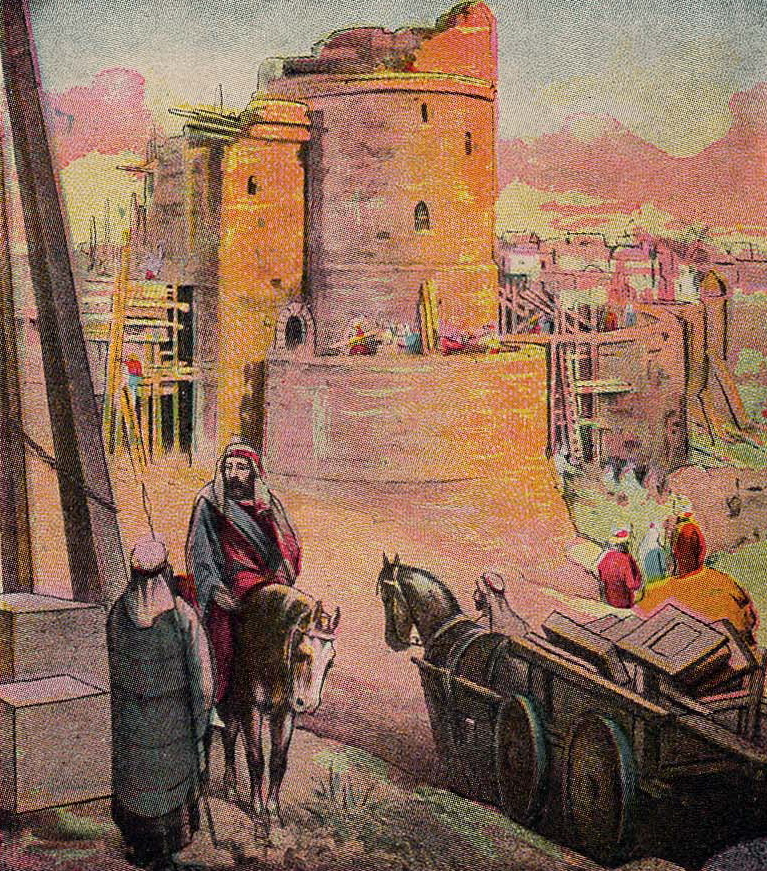
بناء سور القدس، كما في سفر نحميا.

سفر نحميا هو أحد اسفار التناخ والعهد القديم. يروي كيف أن نحميا في بلاط الملك في مدينة سوسة، ابلغه أن القدس بدون جدران وأنه عاقد العزم على إعادة بناءهم. الملك عندئذ قرر تعيينه ليكون حاكماً على يهودا وإمكان السفر إلى هناك ليعيد بناء جدران القدس، وأصلاح المجتمع امتثالاً لشريعة موسى، لكن بعد الغياب في سوسة عاد ليجد اليهود قد تراجعوا أو تخلفوا، حيث أنهم تزوجوا بغير اليهود لذلك قام بإتخاذ إجراءات لفرض القانون.

## ملخص
تجري الأحداث في النصف الثاني من القرن الخامس قبل الميلاد. تم إدراجه مع سفر عزرا باسم عزرا نحميا، ويمثل الفصل الأخير في السرد التاريخي للكتاب المقدس العبري.
ربما تم دمج جوهر الكتاب الأصلي، وهو مذكرات الشخص الأول، مع جوهر كتاب عزرا حوالي عام 400 قبل الميلاد. ربما استمر المزيد من التحرير في العصر الهلنستي.
يروي الكتاب كيف علم نحميا، في بلاط الملك في شوشى، أن القدس بلا أسوار، وقرر إعادة بنائها. عيّنه الملك واليًا على يهوذا وسافر إلى أورشليم. هناك يعيد بناء الجدران، على الرغم من معارضة أعداء إسرائيل، ويصلح المجتمع بما يتوافق مع شريعة موسى. بعد 12 عامًا في القدس، عاد إلى سوسة لكنه عاد إلى القدس لاحقًا. وجد أن الإسرائيليين ارتدوا واتخذوا زوجات غير يهوديات، وبقي في القدس لفرض القانون.
1. في السنة العشرين من حكم أرتحشستا الأول من بلاد فارس، علم نحميا، حامل كأس الملك في سوسة (العاصمة الفارسية)، أن سور القدس قد دمر. يصلي إلى الله، مذكّرًا بخطايا إسرائيل ووعد الله بإعادة الأرض، ويطلب من أرتحشستا المغادرة والعودة إلى القدس وإعادة بناء أسوارها؛ الملك متجاوب ويقدم مساعدته لهذه المهمة.
2. عاد نحميا إلى أورشليم حاملاً خطابات تفويض من الملك؛ يتفقد الجدران.
3. بدأ نحميا واليهود (بما في ذلك رئيس الكهنة ألياشيب) بإعادة بناء أورشليم.
4. أعداء اليهود - سنبلط السامرة، وطوبيا العموني، وجشم العربي، ورجال أشدود - يخططون لمهاجمة أورشليم، الأمر الذي يستلزم أن يعمل اليهود بالسلاح بأيديهم.
5. يرى نحميا أن النبلاء اليهود يضطهدون الفقراء ويفرضون إلغاء جميع الديون والرهون؛ بينما كان الحكام السابقون فاسدين وظالمين، فقد كان صالحًا وعادلاً.
6. يتهم سنبلط نحميا بالتخطيط للتمرد على ارتحشستا، وقد عارضه حتى النبلاء والأنبياء اليهود، لكن الجدار اكتمل.
7. نحميا يعين رؤساء ويقيم حراسا على السور والبوابات. يخطط لتسجيل اليهود، ويجد تعداد أولئك الذين عادوا في وقت سابق.
8. جمع نحميا الشعب وقرأ لهم عزرا كتاب شريعة موسى. يقيم نحميا وعزرا واللاويون عيد الأكشاك وفقًا للشريعة.
9. اجتمع اليهود للتوبة والصلاة، متذكرين خطاياهم الماضية، وعون الله لهم، ووعده بالأرض.
10. يدخل الكهنة واللاويون وشعب إسرائيل في عهد، ويوافقون على فصل أنفسهم عن الشعوب المحيطة والحفاظ على الناموس.
11. يعاد إسكان أورشليم من قبل اليهود الذين يعيشون في مدن وقرى يهوذا وبنيامين.
12. يتم تقديم قائمة بالكهنة واللاويين الذين عادوا في أيام كورش (أول العائدين من بابل)؛ أشرف نحميا، بمساعدة عزرا، على تكريس الأسوار والمدينة المعاد بناؤها.
13. بعد 12 سنة عاد نحميا إلى شوشن. عاد لاحقًا إلى القدس، ليجد أن هناك تراجعًا في غيابه. يتخذ إجراءات لفرض إصلاحاته السابقة ويطلب نعمة الله.

## خلفية تاريخية
تم وضع الكتاب في القرن الخامس قبل الميلاد. يهودا هي واحدة من عدة مقاطعات داخل مرزبانية أكبر (وحدة إدارية كبيرة) داخل الإمبراطورية الأخمينية. عاصمة الإمبراطورية في سوسة. نحميا هو حامل كؤوس للملك أرتحشستا الأول ملك بلاد فارس - وهو منصب رسمي مهم.
بناء على طلبه، تم إرسال نحميا إلى القدس ليكون حاكمًا ليهود، الاسم الفارسي الرسمي ليهودا. تم احتلال القدس وتدميرها من قبل البابليين في عام 586 وجدها قبل الميلاد ونحميا أنها لا تزال في حالة خراب. مهمته هي إعادة بناء الأسوار وإعادة إعمار المدينة. يواجه معارضة من ثلاثة جيران أقوياء، السامريين والعمون والعرب، وكذلك مدينة أشدود، لكنه تمكن من إعادة بناء الجدران. ثم يطهر المجتمع اليهودي بفرض عزله عن جيرانه ويفرض قوانين موسى.

## التاريخ النصي
الكتاب العبري الوحيد عزرا نحميا، بعنوان «عزرا»، تُرجم إلى اليونانية في منتصف القرن الثاني قبل الميلاد. بعد ذلك بقليل تم عمل ترجمة يونانية ثانية، ومختلفة جدًا، على شكل 1 Esdras، والتي غابت عنها أعمال نحميا تمامًا، وتم حذف هذه الأقسام أو إعادة نسبها إلى عزرا بدلاً من ذلك؛ وفي البداية اعتبر المسيحيون الأوائل هذه الترجمة اللاحقة «كتاب عزرا» التوراتي، كما فعل الكاتب اليهودي يوسيفوس في القرن الأول. من القرن الثالث، استكمل العهد القديم المسيحي باللغة اليونانية نص 1 Esdras بالترجمة الأقدم لعزرا نحميا، وسمي الكتابين عزرا أ عزرا ب على التوالي؛ وقد لاحظ الباحث المسيحي أوريجانوس من القرن الثالث هذا الاستخدام، الذي لاحظ أن «كتاب عزرا» العبري يمكن اعتباره بعد ذلك كتابًا «مزدوجًا». أشار جيروم، الذي كتب في أوائل القرن الخامس، إلى أن هذه الازدواجية قد تم تبنيها منذ ذلك الحين من قبل المسيحيين اليونانيين واللاتينيين. جيروم نفسه رفض الازدواجية في ترجمته الفولجاتية للكتاب المقدس من العبرية إلى اللاتينية. وبالتالي فإن جميع مخطوطات فولجاتا المبكرة تقدم عزرا-نحميا ككتاب واحد،  كما يفعل شرح بيدي في القرن الثامن، وكتابات ألكوين وثيودولف أوف أورليانز في القرن التاسع. ومع ذلك، وبشكل متقطع من القرن التاسع فصاعدًا، تم العثور على أناجيل لاتينية تفصل بين قسمي عزرا ونحميا من عزرا نحميا ككتابين متميزين، ثم سُميا الكتابين الأول والثاني لعزرا؛ وأصبح هذا معيارًا في أناجيل باريس في القرن الثالث عشر. لم يكن حتى 1516-1517، في أول مطبوعة رباني الكتاب المقدس من دانييل بومبيرغ أن الفصل تم إدخال عموما في العبرية الأناجيل.
في التعليق المسيحي المتأخر في العصور الوسطى، تمت الإشارة إلى هذا الكتاب على أنه «الكتاب الثاني لعزرا»، وليس «كتاب نحميا»؛ يتم تقديم الاقتباسات من هذا الكتاب دائمًا على أنها «يقول عزرا..»، وليس أبدًا كـ «يقول نحميا..».

## التكوين والتاريخ
يُعرف الكتاب المشترك عزرا ونحميا في الفترة المسيحية واليهودية الأولى باسم عزرا وربما نُسب إلى عزرا نفسه؛ وفقًا للتقاليد الحاخامية، كان نحميا هو المؤلف الحقيقي ولكن مُنع من ادعاء التأليف بسبب عادته السيئة في الاستخفاف بالآخرين.
ذكرى نحميا، الفصول 1-7 و11-13، ربما تم تداولها كعمل مستقل قبل دمجها مع مادة عزرا لتشكيل عزرا نحميا. يعتمد تحديد تكوين الذكرى على تواريخ مهمة نحميا: من المقبول عمومًا أن "أرتحشستا هو أرتحشستا الأول (كان هناك ملكان لاحقان يحملان نفس الاسم)، وبالتالي فإن الفترة الأولى لنحميا في القدس كانت 445-433 قبل الميلاد؛  السماح بعودته إلى سوسة ورحلته الثانية إلى القدس، فإن نهاية القرن الخامس قبل الميلاد هي أقرب موعد ممكن للذكرى. يُقاطع ذكرى نحميا من الإصحاحات 8-10 المتعلقة بعزرا. تم تحديدها أحيانًا على أنها عمل منفصل آخر، وهو نصب عزرا التذكاري (EM)، لكن يعتقد علماء آخرون أن المعمل الكهرومغناطيسي خيالي وقد تم تغييره بشكل كبير من قبل المحررين اللاحقين. تم دمج مواد نحميا وعزرا مع العديد من القوائم والتعدادات ومواد أخرى.
قد يرجع تاريخ الطبعة الأولى من الجمع بين عزرا ونحميا إلى أوائل القرن الرابع قبل الميلاد. استمر التحرير الإضافي في القرون التالية.

## روابط خارجية
التعليقات
- بلينكينسوب، جوزيف، «عزرا نحميا: تعليق» (إيردمان، 1988)
- Coggins، RJ، "The Books of Ezra and Nehemiah" (مطبعة جامعة كامبريدج، 1976)
- إكر، رونالد ل. «عزرا ونحميا» (Ecker's Biblical Web Pages، 2007)
- تشارلز، فنشام، «كتب عزرا ونحميا» (إيردمان، 1982)
- Grabbe، LL، "Ezra-Nehemiah" (روتليدج، 1998)
- ثيرونتفيت، مارك أ. «عزرا نحميا» (مطبعة جون نوكس، 1992)

آخر
- كليمنتس، ري (محرر)، «عالم إسرائيل القديمة» (مطبعة جامعة كامبريدج، 1989)
- بلينكينسوب، جوزيف، «اليهودية، المرحلة الأولى» (إيردمان، 2009)
- جاربيني، «الأسطورة والتاريخ في الكتاب المقدس» (Sheffield Academic Press، 2003)
- Grabbe، LL، «تاريخ اليهود واليهودية في فترة الهيكل الثاني، المجلد 1» (T & T Clark، 2004)
- Graham، MP، and McKenzie، Steven L. «الكتاب المقدس العبري اليوم: مقدمة للقضايا الحرجة» (Westminster John Knox Press، 1998)
- باكالا، جحا، «عزرا الكاتب: تطور عزرا 7-10 ونحميا 8» (والتر دي جريتر، 2004)